# 南郷信用金庫

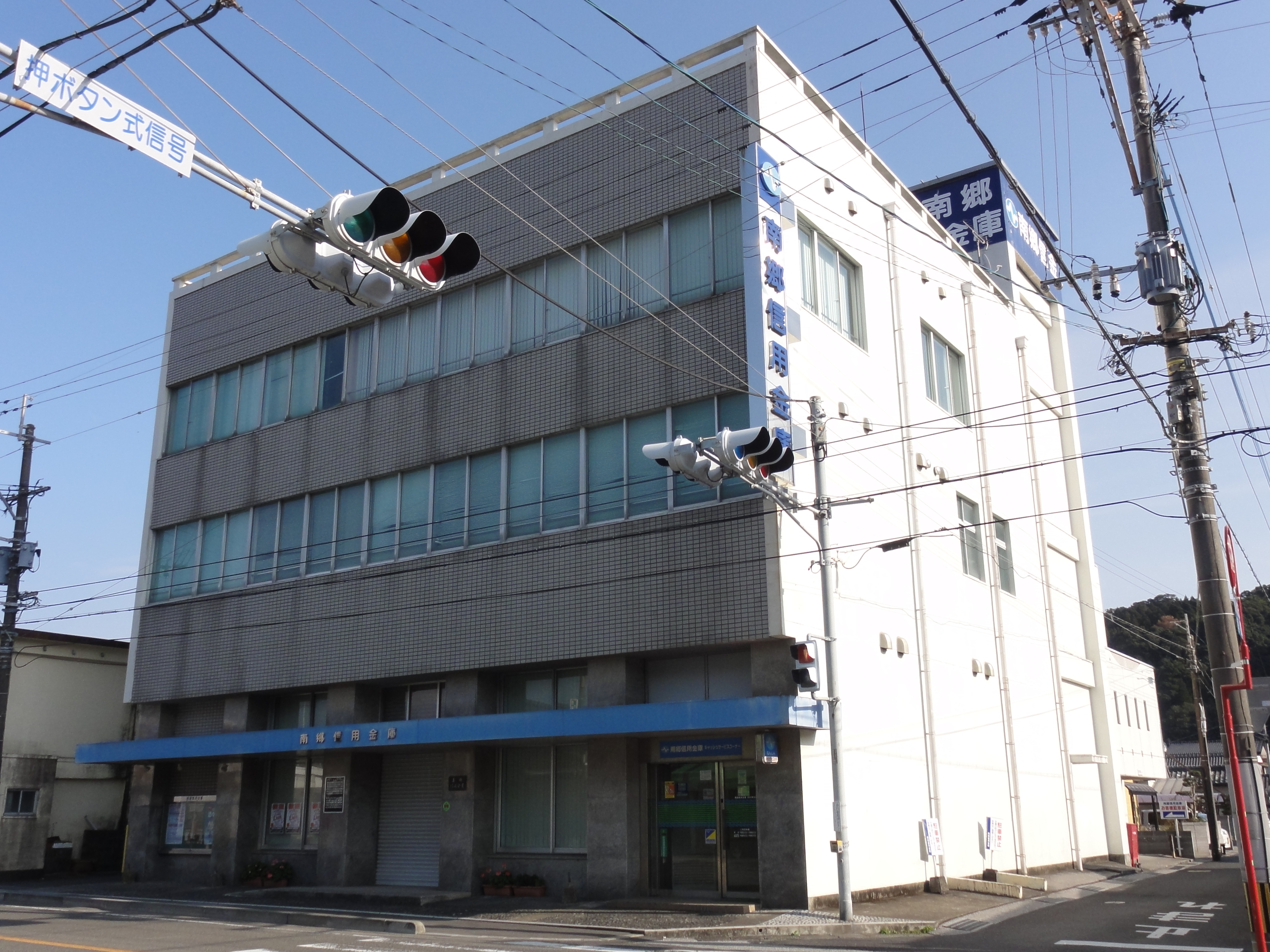
旧本店の目井津支店

南郷信用金庫（なんごうしんようきんこ）は、宮崎県日南市に本店を置いていた信用金庫。
本店のある日南市をはじめ、宮崎市・串間市を含む県南3市を営業地域としていた。2001年に経営破綻した日南信用金庫の営業を譲り受けた。2011年1月24日、本店を日南市南郷町中村乙から日南市吾田東4丁目に移転した。2020年1月、宮崎市に本店を置く宮崎都城信用金庫と対等合併を行なったことに伴い、解散。存続金庫は宮崎都城信金で、合併後の本店は同信金の本店とし、名称は合併準備委員会で協議して決めるとしていた。その後、2019年12月に、合併期日を2020年1月20日とすること、合併後の金庫名は「宮崎第一信用金庫」となることが発表された。

## 沿革
- 1926年11月17日 - 有限責任目井津信用組合として設立。
- 1950年2月 - 南郷信用組合に改組。
- 2001年3月26日 - 日南信用金庫の事業を譲受け。
- 2011年1月12日 - 吾田支店隣接地の新本部棟が営業開始。
- 2011年1月24日 - 本店を移転。吾田支店に本店に、旧本店を目井津支店に名称変更。
- 2020年1月20日 - 宮崎都城信用金庫との対応合併により「宮崎第一信用金庫」発足。当庫本店は日南営業部に改組。